# Furtex Ernst Walter Maerz

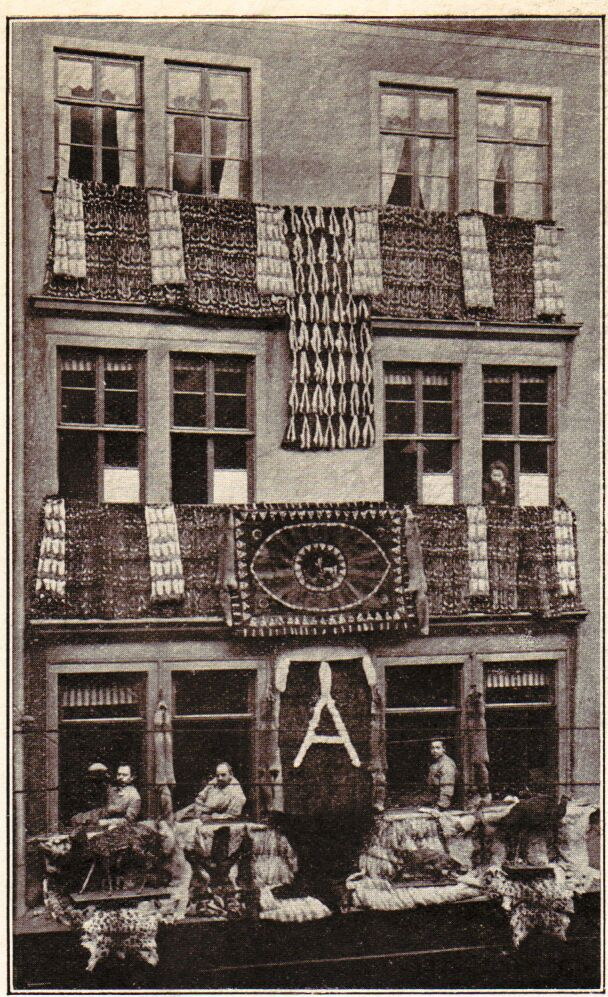
„Dekoration der Firma Friedrich Maerz, Kürschnerei, Leipzig, Brühl 67, beim Einzug Sr. Majestät König Friedrich August III. in Leipzig“ (1904)

Das ehemalige Pelzveredlungs-Unternehmen Furtex Ernst Walter Maerz in Celle hatte seine Wurzeln in dem am 1. Juni 1869 von Friedrich Maerz (* 1836; † November 1905) als Firma Friedrich Maerz gegründeten Kürschnerbetrieb im Pelzhandelszentrum Leipziger Brühl, Brühl 67. Ein in der späten Firmengeschichte gegründeter Betriebsteil bestand in Berlin, wo die Firma bis in den Zweiten Weltkrieg zu den führenden Herstellern von Damenoberbekleidung gehörte. Die dortige Walter Maerz KG produzierte speziell pelzbesetzte und pelzgefütterte Stoffmäntel. Nach dem Zweiten Weltkrieg wurde der Betrieb in der DDR als Rauchwarengroßhandlung weiter geführt; in der Bundesrepublik gründete ein Enkel die Furtex Ernst Walter Maerz mit dem Schwerpunkt Pelzveredlung.

## Firmengeschichte
Das Unternehmen Friedrich Maerz in Leipzig bestand bis in die Anfangszeit der DDR hinein. Ein Enkel des Firmengründers errichtete in der Bundesrepublik in Celle einen eigenen Betrieb.

### Friedrich Maerz, Leipzig und Berlin

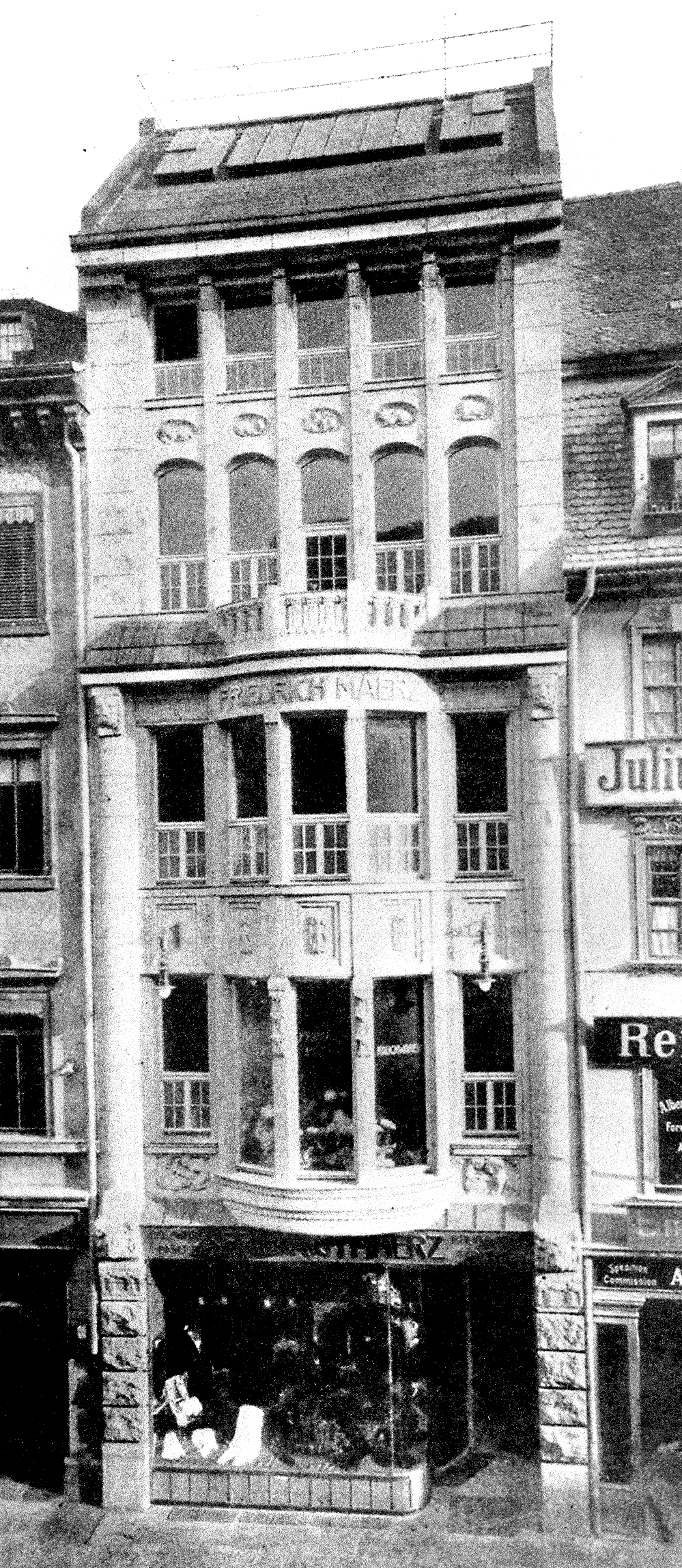
Der Neubau

Friedrich Maerz erlernte bei der Firma Koch in Wiehe an der Unstrut das Kürschner- und Pelzzurichter-Handwerk und legte später die Kürschner- und Pelzzurichter-Meisterprüfung ab. Seit 1869 in Leipzig als Kürschner tätig, widmete sich Friedrich Maerz bereits Mitte der 1870er Jahre auch dem Rauchwarenhandel, der in kurzer Zeit einen beträchtlichen Umfang annahm.
In seiner Jugend war Maerz zur Fortbildung in Paris in einem sehr guten Haus tätig, auch später besuchte er geschäftlich des Öfteren die französische Hauptstadt. Als im Jahr 1929 eine Delegation der Pelzbranche nach Paris reiste, um die durch den Krieg gelittenen Geschäftsbeziehungen weiter zu festigen, gehörte Friedrich Maerz zu den dortigen Festrednern. Er überbrachte gleichzeitig die Einladung zur im Jahr darauf stattfindenden Internationalen Pelzfach-Ausstellung IPA in Leipzig, deren erweitertem Präsidiums-Vorstand er angehörte. Als Vorsitzender der Abteilung „Fachausbildung und Schulwesen“ verfasste er die Einführung für diesen Ausstellungsteil.
Im Katalog zur IPA inserierte die Firma Friedrich Maerz: „Petschaniki in allen Modefarben – Bisam südliche und nördliche – Sealbisamstreifen und -Felle – Bisamrücken- u. Wammenfutter – Opossum amer. natur, steinmarder- baummarder- und blaufuchsgefärbt – Opossum australische – Ringtails natur und Modefarben – Skunks natur u. gefärbt – Wallaby natur u. gefärbt – Nutriettefutter – Futter aller Art“, mit ständigen Lagern bei Vertreterfirmen in Hamburg, Wien, Berlin und Budapest.
Der Gründer starb im Jahr 1905 und das Geschäft ging an seine Witwe und die beiden Söhne Alfred (* 17. September 1880) und Carl Walter Maerz (* 1883; † 1967) über. Im Jahr 1909 hatte sich der Geschäftsumfang so weit vergrößert, dass an der Stelle des alten Grundstücks durch den Architekten Fritz Schade ein der Zeit entsprechender Neubau errichtet wurde. Als erster Betonbau der Stadt erregte das Gebäude auch architektonisch einige Aufmerksamkeit. 1917 erfolgte erneut eine Erweiterung durch die Anmietung von Räumen als Felllager im Rauchwarenhaus „Blauer Harnisch“, Brühl 71, in dem schon vor dem 1910 neu errichteten Gebäude eine beachtliche Anzahl von Fellhändlern ansässig war. Die Manipulation mit dem billigen Massenartikel Kaninfell hatte inzwischen so zugenommen, dass die bisherigen Räumlichkeiten dafür nicht mehr ausreichten. Seit dieser Zeit wurde auch in Berlin bei der Firma Karl Littmann, Breite Straße, ein Lager unterhalten. Für die Schweiz kam später Isler, Maerz & Fuchs in Zürich auf der Bahnhofstraße hinzu. Wohl im Jahr 1921, schlossen sich Friedrich März und die Firma Felix Booch-Arkossy mit einem Kapital von 100.000 Mark zu einer Firma zusammen, und zwar nur für ihre Kaninhandelsabteilungen, unter dem Namen Kanin-Handels-Gesellschaft Maerz, Kielert, Booch Arkossy G.m.b.H. Über deren Aktientausch mit dem Pelzveredlungsunternehmen Adolf Arnhold AG., dessen Spezialartikel Kanin war, wurde die Verbindung zu einem Veredlungsunternehmen geschaffen.
Carl Walter Maerz hatte von 1897 bis 1901 das Kürschnerhandwerk erlernt. Anschließend war er in führenden Pelzhäusern in Stuttgart und Paris tätig. Seit 1909 war er im Vorstand der Leipziger Kürschnerinnung, seit 1927 deren Obermeister. 1914 war er Mitbegründer des Lieferverbandes der Leipziger Kürschnermeister, seit 1921 Vorstandsmitglied des Arbeitgeberverbands des Kürschnerhandwerks und seit 1923 Mitglied der Meisterprüfungskommission. Später folgten Ehrenämter als Vorsitzender der Meisterprüfungskommission, Präsidiumsmitglied bei der Reichszentrale für Pelztier- und Rauchwarenforschung sowie seit 1940 stellvertretender Reichsinnungsmeister. Er war Mitbegründer der 1928 ins Leben gerufenen Deutschen Kürschnerschule in Leipzig. Sein Werkstattleiter, Georg Miersemann, übernahm das Fach Fellverarbeitung. Josef Flamm, Absolvent der Schule, erinnerte sich noch 40 Jahre später daran, wie Miersemann seine neue Idee des Fuchsumschneidens an einem zweifelligen Fuchscape demonstrierte.
Im Pelzfachverzeichnis des Jahres 1938 ist die Firma Friedrich Maerz in Leipzig unter den Adressen Brühl 65 und Richard-Wagner-Straße 5, Exportlager eingetragen; 1950, nach dem Zweiten Weltkrieg, als Pelzgroßhandlung und Kürschnerei, unter Brühl 67.
Im Jahr 1935 war in Berlin die Firma Walter Maerz KG, Kronenstraße 33 gegründet worden. Sie gehörte bald zu den führenden Herstellern von Damenoberbekleidung, trotz der zu der Zeit herrschenden Wirtschaftskrise. Durch Export-Geschäfte beschaffte sich das Unternehmen die nötigen Auslandswährungen, um in der damaligen Zeit der Devisenbewirtschaftung importieren zu können. In ihren verschiedenen Filialen beschäftigte sie 50 bis 60 Angestellte. Daneben bestanden zahlreiche ausländische Vertretungen und Beteiligungen, zusammen waren dort bis zu 400 Mitarbeiter tätig.
Durch den Zweiten Weltkrieg wurde die weitverzweigte Firma zerschlagen. Das Leipziger Geschäftshaus „Blauer Harnisch“, Brühl 71, wurde 1943 ausgebombt, auch das Hauptgeschäftshaus Brühl 67 wurde stark beschädigt. An dem nach dem Krieg neu errichteten Betrieb in Celle nahm Carl Walter Maerz, der Sohn des Firmengründers und Vater des Celler Unternehmensleiters, bis zu seinem Tod im Alter von 84 Jahren im Jahr 1967 noch regen Anteil.

#### Drei Handels-Register-Karten Firma Friedrich Maerz
Die Firma Friedrich Maerz hatte bis in die DDR hinein Bestand. Für die drei Mitinhaber vor dem Zweiten Weltkrieg wurden in der DDR sogenannte „Hand.-Register-Karten“ fortgeführt. Daraus sind unter anderem folgende Angaben zu entnehmen:
Hand.-Register-Karte Carl Walter Maerz (Erhebung 1937)
Carl Walter Maerz (* 17. September 1880 in Leipzig), wohnhaft in Borsdorf, Bismarckstraße 30, später Leipzig, Springerstraße [1?], kein Meistertitel.
Firma Friedrich Maerz, Eintragung in d. Hand.-Reg. am 28. April 1908.
Gewerbebetriebs-Errichtung und gewerbepolizeiliche Anmeldung 1. Mai 1869; Eintrag in die Handwerksrolle 1. April 1930; Löschung in der Handwerksrolle 31. Dezember 1950.
Vertreter: Carl Walter Maerz (* 6. Juni 1883 in Leipzig), eingetragen als Rauchwarenhandlung und Kürschnerei in die Handwerksrolle am 28. April 1908 Brühl 67, ausgetragen am 14. August 1952 wegen Verkauf des Betriebs an Gerh. Wolf; Alfred Maerz; Hans Maerz.
Lehrlings-Anleitungsbefugnis Kürschner Georg Miersemann seit 15. Mai 1925.
Am 28. April 1954 wurde von Amts wegen festgestellt, dass die am 1. April 1908 begonnene OHG noch bestand, „die Auflösung wird umgehend beantragt“.
Hand.-Register-Karte Alfred Maerz
Firma Friedrich Maerz, Vertreter Carl Walter Maerz, Alfred Maerz, Hans Maerz.
Alfred Maerz (* 17. September 1880), kein Meistertitel.
Hand.-Register-Karte Hans Maerz (* 25. Februar 1901; für tot erklärt am 31. Juli 1949)
wohnhaft Möckernsche Straße 24, später Denkmalsallee 102 (spätere Kommandant-Prendel-Allee).
Firma Friedrich Maerz, Vertreter Carl Walter Maerz, Alfred Maerz, Hans Maerz.
Am 18. Februar 1952 von Amts wegen gelöscht, da verstorben.

### Furtex Ernst Walter Maerz, Celle

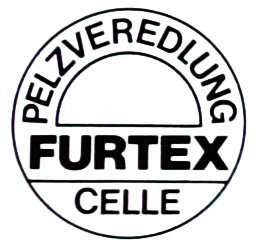
Fellstempel der Furtex

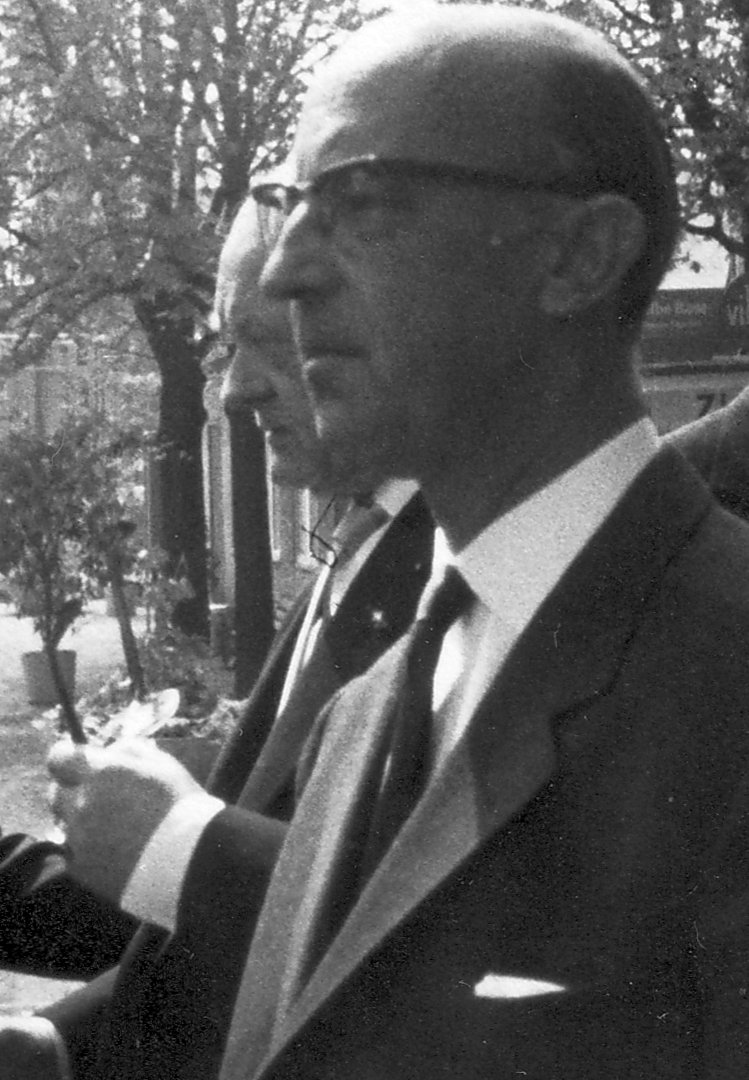
Ernst Walter Maerz

Nach dem Zweiten Weltkrieg ging der größte Teil der bisher in und um Leipzig angesiedelten Pelzunternehmen in die Bundesrepublik, die meisten in das neu entstehende Pelzhandelszentrum Niddastraße in Frankfurt am Main. Die Pelzzurichter und -veredler verteilten sich eher zufällig auf die Bundesrepublik. Im Jahr 1946 begann ein Enkel des Firmengründers Friedrich Maerz zusammen mit seiner Frau die Firma in Celle neu aufzubauen, Firmengründung war 1947 in der Celler Innenstadt, in der ehemaligen Weißgerberei Mirre, Im Kreise 16/17.
Seine Ausbildung hatte Ernst Walter Maerz (* 1915; 21. April 1971) noch im elterlichen Betrieb in Leipzig erworben. Hier war er auch von 1935 bis 1940 tätig, nachdem er seine Kenntnisse in mehrjährigen Aufenthalten in London und New York vertieft hatte.
In Celle arbeiteten zunächst 20 Mitarbeiter. Bis 1958 war die Mitarbeiterzahl auf 100 Beschäftigte angewachsen. Nach einer vorübergehenden Ausweitung auf die Lederfabrik Kluge beschloss Ernst Walter Maerz 1961, „modern und zweckbestimmt“ zu bauen. In Celle-Vorwerk, Garßener Weg erwarb er ein 26.000 m² großes Gelände. Am 16. November 1962 zog man mit inzwischen 121 Betriebsangehörigen in den neuen Flachbau um. Noch 1971 wurde gesagt, dass das Werk „als eines der fortschrittlichsten Veredlungsbetriebe der Welt anerkannt wird“. In der Jubiläumsbroschüre zum 100-jährigen Firmenjubiläum im Jahr 1969 hieß es: „Optimale Rationalisierung verhalf zu einer wesentlichen Steigerung der Produktivität. Die aus den Betriebserfordernissen heraus zum Teil dort selbst entwickelten Maschinen, eine ständige Verbesserung des Arbeitsablaufes und der Arbeitsmethodik auf Grund von Erfahrungen, die im Betrieb und Versuchslabor erarbeitet wurden, und systematische Schulung von neuen Mitarbeitern waren der Grundstock für den Erfolg.“
Das Unternehmen beschäftigte sich anfangs mit der Pelzzurichtung, Pelzveredlung und Kürschnerei, aus dem anfänglichen Rauchwarenhandel zog man sich später fast ganz wieder zurück. Der Umsatz stieg, bei einem gleichzeitigen Anwachsen der Mitarbeiter, von 1962 bis 1969 um 300 Prozent. 1969 konnten täglich bis zu 12.000 Rohfelle bearbeitet werden, davon bis zu 6000 Nerzfelle. Die Anzahl der Mitarbeiter betrug 176. Zu Beginn wurden vor allem Kanin- und Schaffelle veredelt, da aufgrund der hohen Preise ausländische Felle nur selten importiert werden konnten. Bis in die 1960er Jahre gab es neben der Zurichterei und Veredlung eine kleinere Kürschnerabteilung, in der Pelzkonfektion für den Großhandel hergestellt wurde. Als jedoch die Kürschner, die ihre Felle bei Furtex zurichten ließen, massiv damit drohten, ihre Aufträge einzustellen, wenn das Unternehmen weiterhin die als Konkurrenzprodukt angesehenen Pelzmäntel und -jacken produziere, gab man um 1970 diesen Geschäftszweig auf.
Neben Ernst Walter Maerz Ehefrau als Prokuristin war seine Tochter Barbara als Diplom-Volkswirtin kaufmännisch im Betrieb tätig. Im Jahr 1973 wurde der Schwiegersohn Ernst de Waard als für das Unternehmen verantwortlich angegeben. Die jüngere der beiden Töchter, Gabriele, studierte Chemie, mit der Absicht, später im väterlichen Betrieb tätig zu sein.
Der langjährige Betriebsleiter Hans-Georg Reinsberg (* 1926 in Leipzig; † 1979) hatte in bei der Zurichterei und Färberei Märkle und Kniesche, Leipzig und Taucha, gelernt. 1950 ging er nach Westdeutschland zur Furtex. Im Jahr 1956 wechselte er zur Firma Hermann Brucks in Offenbach am Main als technischer Leiter des Pelzveredlungsbetriebs. Nachdem dieses Unternehmen aufgelöst worden war, kam er 1958 zur Furtex zurück, wo er für die Leitung des Betriebs verantwortlich war. Privat war er ein passionierter Bergsteiger und erster Vorsitzender des Deutschen Alpenvereins Sektion Celle. Bei einer Besteigung der Dufourspitze im Monte-Rosa-Massiv im Mai 1979, mit 4600 Meter der höchste Punkt der Schweiz, rutschte er im Beisein seines Sohnes aus und stürzte etwa 300 Meter hinab, wobei er tödlich verunglückte.
Um 1990 beendete die Furtex Ernst Walter Maerz GmbH & Co KG, Celle mit Büro in Frankfurt am Main, Niddastraße 66 (Rauchwarenhandel Achim Günter Pesch) jedoch ihre Geschäftstätigkeit, im Pelz-Fachverzeichnis von 1991 ist sie nicht mehr aufgeführt. Achim Günter Pesch (* 22. April 1929 in Leipzig; † 30. Mai 2021) hatte seine Lehre mit der Lehre zum Rauchwarenkaufmann beim Leipziger Rauchwarenhändler Leopold Hermsdorf begonnen, wechselte im Dezember 1949 nach Westdeutschland zum Pelzauktionshaus Werag. Anfang September 1951 wechselt er zur Firma Walter Beyer, Frankfurt am Main. Anfang 1958 als Manager zur Interpelz, Th. Brenner & Co., Frankfurt am Main. Durch Vermittlung seines Freundes, dem Pelzkommissionär Hans-Georg Reinsberg, trat er am 1. April 1961 bei der Furtex ein, unter Ernst de Waard eine der wichtigsten Stützen des neuen Managements, bevor er für lange Jahre Vertreter und Leiter des Frankfurter Büros der Furtex wurde. Er starb 2021 im Alter von 92 Jahren.
Von 1963 bis 1991 wurde auf dem Gelände der Furtex Pelzveredlung eine Chemische Reinigung betrieben. Durch Leckagen und Betriebsunfälle waren leicht flüchtige Kohlenwasserstoffe (LCKW) in den Boden gelangt und es zu einer Verunreinigung des oberen Grundwasserstockwerks gekommen. Nachdem die Stadt das Areal mit Hilfe von EU-Mitteln von Altlasten befreit und die alten Fertigungshallen abgerissen hatte, kaufte der Celler Erdölzulieferer Hartmann Valves das ehemalige Firmengelände und errichtete dort seine Betriebsgebäude.